# The Sims: Party
The Sims: Party (The Sims: House Party in Engelstalige landen) is het tweede uitbreidingspakket voor de The Sims. Het geeft spelers de mogelijkheid om thuis feestjes te geven en een groot aantal vrienden te ontvangen. Als het feest goed genoeg is, kan Drew Carey langskomen.

## Gameplay
Het pakket voegt vooral veel feestartikelen toe, zoals cateringtafels, dansvloeren, thematische bars, draaitafels, kostuums en een kampvuur waar Sims omheen kunnen zitten om kampvuurliedjes te zingen. Ook zijn er een aantal nieuwe muzieknummers die te horen zijn in het spel, onder meer in de genres disco, rave en country.